# Argunia
Argunia (en georgiano: არღუნია) o Arguina (en abjasio: Арӷәниа) es una aldea que pertenece a la parcialmente reconocida República de Abjasia, parte del distrito de Gulripshi, aunque de iure pertenece al municipio de Gulripshi de la República Autónoma de Abjasia de Georgia.

## Geografía
Argunia se encuentra en las estribaciones de los montes de Abjasia, en la orilla derecha del río Arguni. La aldea se encuentra a 47 km de Gulripshi y se administra desde el pueblo de Lata. 

## Demografía
La evolución demográfica de Argunia entre 1959 y 1989 fue la siguiente:
| 64                                                  | 18 |
| (Fuente: Population of Abkhazia since Soviet times) |    |

Antes de la guerra de Abjasia, la mayoría de la población local eran armenios.